# Evy Leibfarth
Evy Leibfarth (* 26. Januar 2004 in Sylva, North Carolina) ist eine US-amerikanische Kanutin, die im Kanuslalom aktiv ist. Sie gewann bei den Olympischen Sommerspielen 2024 in Paris die Bronzemedaille im Einer-Canadier.

## Karriere
Die Tochter einer Padelllehrerin und eines Kanuslalomrennfahrers bekam im Alter von vier Jahren 2008 ihr erstes Kajak. Ab einem Alter von zwölf Jahren fuhr sie bis 2015 drei Jahre Juniorenrennen im Wildwasser. 2016 gewann sie die US-amerikanische Meisterschaft im Einer-Canadier. 2017 gewann sie die ECA Junior Championship und weitere Titel bei den US Junior Olympic Championships. 2019 wurde sie erstmalig für die USA bei einem Seniorenbewerb nominiert.
Sie gewann bei den Panamerikanischen Spielen 2019 in Lima im Einer-Kajak die Goldmedaille. Darüber hinaus sicherte sie sich im Kajak-Cross die Silbermedaille hinter Ana Sátila aus Brasilien. Bei den Weltmeisterschaften in La Seu d’Urgell erreichte sie im selben Jahr im Einer-Canadier den vierten Platz. Sie gewann bei den US-Team-Trials 2021 sowohl den Wettbewerb im Einer-Kajak als auch im Einer-Canadier. Dementsprechend ging sie bei den 2021 ausgetragenen Olympischen Spielen 2020 in Tokio auch in zwei Disziplinen an den Start. Im Einer-Kajak schied sie als Zwölfte im Halbfinale vorzeitig aus. Im Einer-Canadier scheiterte sie ebenfalls im Halbfinale, als sie nach einem verpassten Tor nicht über den 18. und damit letzten Platz hinaus kam. Bei den anschließend stattfindenden Weltmeisterschaften in Bratislava gewann Leibfarth im Kajak-Cross die Bronzemedaille.
Bei den Panamerikanischen Spielen 2023 in Santiago de Chile gewann Leibfarth erneut die Goldmedaille und belegte außerdem im Kajak-Cross den dritten Platz. Ein Jahr danach vertrat sie die Vereinigten Staaten in Paris zum zweiten Mal bei Olympischen Sommerspielen. Im Einer-Kajak verpasste sie als 15. des Halbfinals noch den Finaleinzug, schaffte diesen aber dafür im Einer-Canadier. Nach Rang elf in den Vorläufen belegte sie im Halbfinale Rang zwölf, der als letzter Platz zum Finaleinzug berechtigte. Den Finallauf beendete Leibfarth schließlich in einer Zeit von 109,95 Sekunden auf dem dritten Platz, womit sie hinter Jessica Fox aus Australien, die in 101,06 Sekunden Olympiasiegerin wurde, und der mit 103,54 Sekunden zweitplatzierten Deutschen Elena Lilik die Bronzemedaille gewann. Den Wettbewerb im Kajak-Cross begann Leibfarth mit Siegen in der ersten Runde und im Vorlauf, schied dann aber im Viertelfinale als Dritte ihres Laufes aus.
Seit 2022 besucht sie das Davidson College in Charlotte (North Carolina) mit dem Ziel eines Bachelor-Abschlusses. Sie trainiert im selben Ort im „USA Das National Whitewater Center“.